# Лянхэ
Лянхэ́ (кит. упр. 梁河, пиньинь Liánghé) — уезд Дэхун-Дай-Качинского автономного округа провинции Юньнань (КНР).

## История
В 1935 году была создана Лянхэская временная управа (梁河设治局).
После вхождения провинции Юньнань в состав КНР в 1950 году был образован Специальный район Баошань (保山专区), и эти места вошли в его состав.
Постановлением Госсовета КНР от 21 ноября 1952 года Лянхэская временная управа была преобразована в Лянхэ-Дай-Качинский автономный район (梁河县傣族景颇族自治区).
Постановлением Госсовета КНР от 12 июня 1954 года Лянхэ-Дай-Качинский автономный район был преобразован в уезд Лянхэ.
Постановлением Госсовета КНР от 11 сентября 1952 года (вступило в силу 23 января 1953 года) посёлок Ваньдин и уезды Луси, Инцзян, Ляньшань, Лунчуань, Жуйли и Лянхэ были выделены из Специального района Баошань, образовав Дэхун-Дай-Качинский автономный район окружного уровня (德宏傣族景颇族自治区（地级）).
Постановлением Госсовета КНР от 29 апреля 1956 года Дэхун-Дай-Качинский автономный район и Специальный район Баошань были объединены в Дэхун-Дай-Качинский автономный округ.
В октябре 1958 года уезд Лянхэ был расформирован, а его территория распределена между уездами Тэнчун, Лунчуань, Инцзян и Луси. В апреле 1961 года уезд Лянхэ был воссоздан.
Постановлением Госсовета КНР от 18 декабря 1963 года был вновь создан Специальный район Баошань. В ноябре 1969 года Дэхун-Дай-Качинский автономный округ был присоединён к Специальному району Баошань.
В 1970 году Специальный район Баошань был переименован в Округ Баошань (保山地区).
В ноябре 1971 года был воссоздан Дэхун-Дай-Качинский автономный округ, и уезд вернулся в его состав.

## Административное деление
Уезд делится на 3 посёлка, 4 волости и 2 национальные волости.